# Deep Blue Sea 2
Deep Blue Sea 2 ist ein US-amerikanisch-südafrikanischer Tierhorrorfilm aus dem Jahr 2018 von Darin Scott. Es handelt sich um eine Fortsetzung zu Deep Blue Sea aus dem Jahr 1999. Deep Blue Sea 3 folgte 2020.

## Handlung
Misty Calhoun arbeitet als Hai-Schutzkämpferin. Gemeinsam mit den Neurobiologiestudenten Leslie und Daniel Kim werden sie vom Pharma-Milliardär Carl Durant eingeladen, die Meeresstation Akhelios zu besuchen. Dessen Partner Craig Burns fährt sie auf einem Motorboot dorthin. Dort treffen sie schließlich auf Durant und die Besatzung der Akhelios. Unter ihnen befinden sich die Haitrainer Trent Slater, Mike Shutello und Josh Hooper sowie der Computertechniker Aaron Ellroy. Um zu beweisen, dass man Haie wie Hunde trainieren kann, wirft Durant Aaron ins Wasser und lässt kurz bevor die Haie diesen erreichen den Angriff dank eines Gerätes abbrechen. Er erklärt, dass er die Bullenhaie genetisch veränderte und diese nun intelligenter sind.
Im Labor erklärt Durant seinen Grund, weswegen er Misty einlud. Das Alphatier Bella verhält sich seltsam. Misty urteilt, dass das Weibchen trächtig sein muss. Durant lehnt die Expertenmeinung ab, da bei Tests keines der Tiere positiv getestet wurde. Misty ist der Meinung, dass auch das mit der veränderten Genetik zu tun hat. Als Josh auf Anweisung Durants dem Hai eine Speichelprobe abnehmen soll, versucht dieser, Josh einen Arm abzubeißen. Währenddessen randaliert ein zweiter Hai, der ein Motorboot in das Schaltgerät stößt und es dadurch zerstört. Durch die gewaltige Explosion werden einige Systeme in der Haianlage gestört. Dadurch sind die Haie nicht mehr auf ihr Becken limitiert und können sich frei im Labor entfalten. Bella entbindet nun Haibabys, die Craig angreifen.
Mike, der sich noch im Wasser befindet, versucht sich an die Oberfläche retten, bekommt allerdings eine Schwanzflosse ab und wird ohnmächtig. Trent schafft es allerdings, ihn zu retten. Nach einer erfolgreichen Wiederbelebung begibt sich der unvorsichtige Mike erneut in die Nähe des Beckens und ihm wird von einem Hai der Kopf abgerissen. Durch die kaputten Geräte wird das Labor überschwemmt und durch den Wasserdruck wird Leslie bewusstlos. Durant und Daniel bleiben alleine im Labor zurück. Auch für Misty, Trent, Aaron und Josh gibt es keinen sicheren Weg nach draußen. Trent steckt Misty die Information, dass Durant sich genetisch ebenfalls verändern lassen hat. Durant schließt sich wenig später Trent und Misty an.
Aaron und Josh erreichen einen der Schlafräume. Dort wimmelt es von Haijungen, die Josh töten. Misty, Trent und Durant erreichen zu dritt einen Belüftungschacht. Dort hängt Durant die beiden ab und rettet sich alleine. In der Folge wird Leslie getötet, was Daniel mit ansehen muss. Später rettet er Aaron und zu zweit stoßen sie auf Misty und Trent. Die Haijungen attackieren die Gruppe, allerdings kann Misty die Jungtiere ablenken und dadurch können sich Aaron und Daniel an die Oberfläche retten. Misty schafft es mithilfe einer Tauchausrüstung, die sie in Trents Quartier gefunden hatte, an die Oberfläche zu schwimmen.
Da die Anlage versinkt, retten sie sich zu einem Motorboot, werden allerdings von einem Hai angegriffen, der Aaron unter Wasser zieht. Durant trifft auf Bella und ist der Meinung, dass er das Tier kontrollieren kann. Nachdem es tatsächlich kurz so zu sein scheint, greift Bella ihn an und tötet ihn. Misty teilt Trent mit, dass sie nicht zulassen dürfen, dass die Haie ins offene Meer gelangen. Daher sprengen sie die Anlage. Aaron konnte sich zwischenzeitlich wieder ins Boot retten. Durch die Explosion starben fast alle Haie. Nur Bella und einige ihrer Kinder retteten sich ins offene Meer.

## Hintergrund
Gedreht wurde in Kapstadt, Südafrika. In den USA startete der Film am 17. April 2018 in den Videoverleih. Neun Tage später erschien der Film als DVD und Blu-ray in Deutschland. Erstmals wurde der Film am 12. April 2021 auf Sky Cinema gezeigt. Seine deutsche Free-TV-Premiere gab der Film am 2. August 2025 auf dem Sender Tele 5 anlässlich der „Shark Week“.

## Rezeption
Auf Filmstarts wird von Lutz Granert vor allem bemängelt, dass sich zu viel am filmischen Vorgänger orientiert wurde. Die Darstellung der Haie sind für Granert eine Enttäuschung. Er meint, dass die „mies animierten Haie wirken niemals bedrohlich, geschweige denn echt, dabei sind die frisch geschlüpften und besonders gefräßigen Babyhaie noch nicht einmal richtig in Aktion zu sehen“. Rob Mayes' Schauspiel wird vorgeworfen, dass ihn Charisma fehle. Final urteilt er, dass der Film selbst im Vergleich zu „Sharknado und Co.“ absäufe.
Auf Actionfreunde werden direkte Bezüge zum filmischen Vorgänger vermisst. Final wird geschrieben, dass der Film „selbst für Nur-dem-Namen-nach-ein-Sequel Ramschware schon ein ziemlicher Schuss in den Ofen sei“. Der Film wäre nach Meinung des Autors ein „Unterfinanzierter, unorigineller, himmelschreiend dämlicher und dramaturgisch mangelhafter Vollschrott, auch wenn der eine oder andere Hai-Effekt sogar ganz gut ausfällt und es zwei, drei handgemachte Explosionen gibt.“ Der Film erhielt zwei von zehn Punkten.
Im Popcornmeter, der Zuschauerwertung auf Rotten Tomatoes, hat der Film bei mehr als 100 Abstimmungen eine Wertung von 14 % In der Internet Movie Database hat der Film bei knapp 8792 Stimmabgaben eine Wertung von 3,5 von 10,0 möglichen Sternen (Stand: Juli 2025).